# 4e étape du Tour de France 2015
Pour un article plus général, voir Tour de France 2015.
La 4e étape du Tour de France 2015 se déroule le mardi 7 juillet 2015 entre Seraing et Cambrai sur une distance de 223,5 kilomètres. Elle a la particularité d'emprunter sept secteurs pavés, pour un total de 13,3 km. Elle est remportée par le coureur allemand Tony Martin, de l'équipe Etixx-Quick Step, qui a attaqué à trois kilomètres de l'arrivée. Il devance de trois secondes un peloton réglé au sprint par John Degenkolb et Peter Sagan. Deuxième du classement général au départ de l'étape, Tony Martin s'empare du maillot jaune.

## Parcours
Après un départ de Seraing en Belgique, l'épreuve revient en France avec la traversée du département du Nord pour une arrivée dans la ville de Cambrai après 223,5 km de course et sept secteurs pavés pour un total de 13,3 km.

### Itinéraire

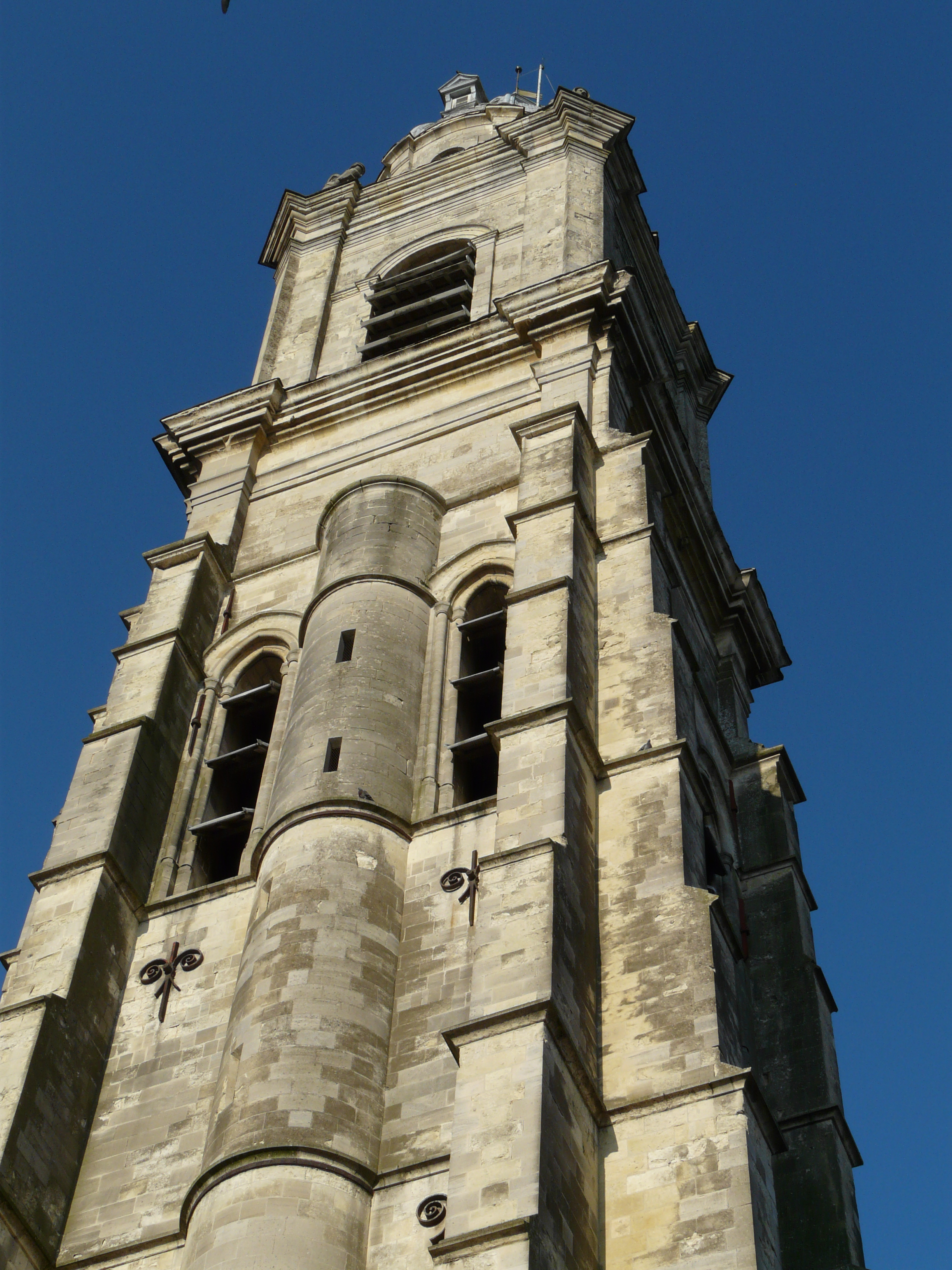
Beffroi de Cambrai

L'étape part de Seraing, situé dans la province de Liège, passe par Huy puis arrive dans la province de Namur, avec la traversée de la ville de Namur où est empruntée au km 53 la côte de la citadelle de Namur (2 km à 4,8 %) classée en 4e catégorie. La course se dirige ensuite vers Sombreffe avant d'arriver dans la province de Hainaut qu'elle quitte aussitôt pour un bref passage dans la province du Brabant wallon via Marbais et Sart-Dames-Avelines avant de retourner dans celle-ci par la ville de Les Bons Villers. L'épreuve arrive dans la commune de Pont-à-Celles afin d'emprunter, au km 103,5, le seul secteur pavé belge de la journée à savoir le secteur n°7 de Pont-à-Celles à Gouy-lez-Piéton (1 800 m). Après les traversées de Chapelle-lez-Herlaimont, Morlanwelz, Binche et Estinnes, le seul sprint intermédiaire de la journée a lieu au km 137 à Havay dans la commune de Quévy, avant d'arriver dans la foulée, au km 140, dans le département du Nord en France via Gognies-Chaussée à exactement 83,5 km de l'arrivée.
Il s'ensuit principalement une entrée dans l'Avesnois par le passage dans les villes de Bavay, Gommegnies et Le Quesnoy avant d'arriver dans le Valenciennois au niveau d'Artres où démarre, à 46 km de l'arrivée, le secteur pavé n°6 d'Artres à Famars (1 200 m). La course prend ensuite le secteur n°5 de Quérénaing à Verchain-Maugré (1 600 m) situé à 40,5 km du final puis aussitôt le n°4 de Verchain-Maugré à Saulzoir (1 200 m) quant à lui positionné à 36 km de Cambrai pour l'entrée dans le Cambrésis. Après un répit d'une dizaine de kilomètres via les communes de Montrécourt et Haussy, les coureurs s'attaquent à deux autres secteurs pavés successifs, le n°3, celui du secteur de Saint-Python (1 500 m) et surtout le n°2 de Fontaine-au-Tertre à Quiévy (3 700 m) situés respectivement à 26 km et 23,5 km de l'arrivée.
La suite de la course se fait par la traversée de Saint-Hilaire-lez-Cambrai et d'Avesnes-les-Aubert afin d’aller chercher le dernier secteur de l'étape, le n°7 d'Avesnes-les-Aubert à Carnières (2 300 m) à 13 km de la ligne d'arrivée. Après celui-ci, la course se dirige vers Cauroir par la départementale pour arriver à l'entrée de Cambrai pour les trois derniers kilomètres en ville. L'arrivée se fait sur la place de la ville.

### Secteurs pavés
Sept secteurs pavés sont au programme de l'étape :
| Secteur | Nom                             | Longueur (m) | Km    | Km de l'arrivée |
| ------- | ------------------------------- | ------------ | ----- | --------------- |
| 7       | Pont-à-Celles à Gouy-lez-Piéton | 1 800        | 120   | 103,5           |
| 6       | Artres à Famars                 | 1 200        | 177,5 | 46              |
| 5       | Quérénaing à Verchain-Maugré    | 1 600        | 183   | 40,5            |
| 4       | Verchain-Maugré à Saulzoir      | 1 200        | 187,5 | 36              |
| 3       | Saint-Python                    | 1 500        | 197,5 | 26              |
| 2       | Fontaine-au-Tertre à Quiévy     | 3 700        | 200   | 23,5            |
| 1       | Avesnes-les-Aubert à Carnières  | 2 300        | 210,5 | 13              |

## Déroulement de la course

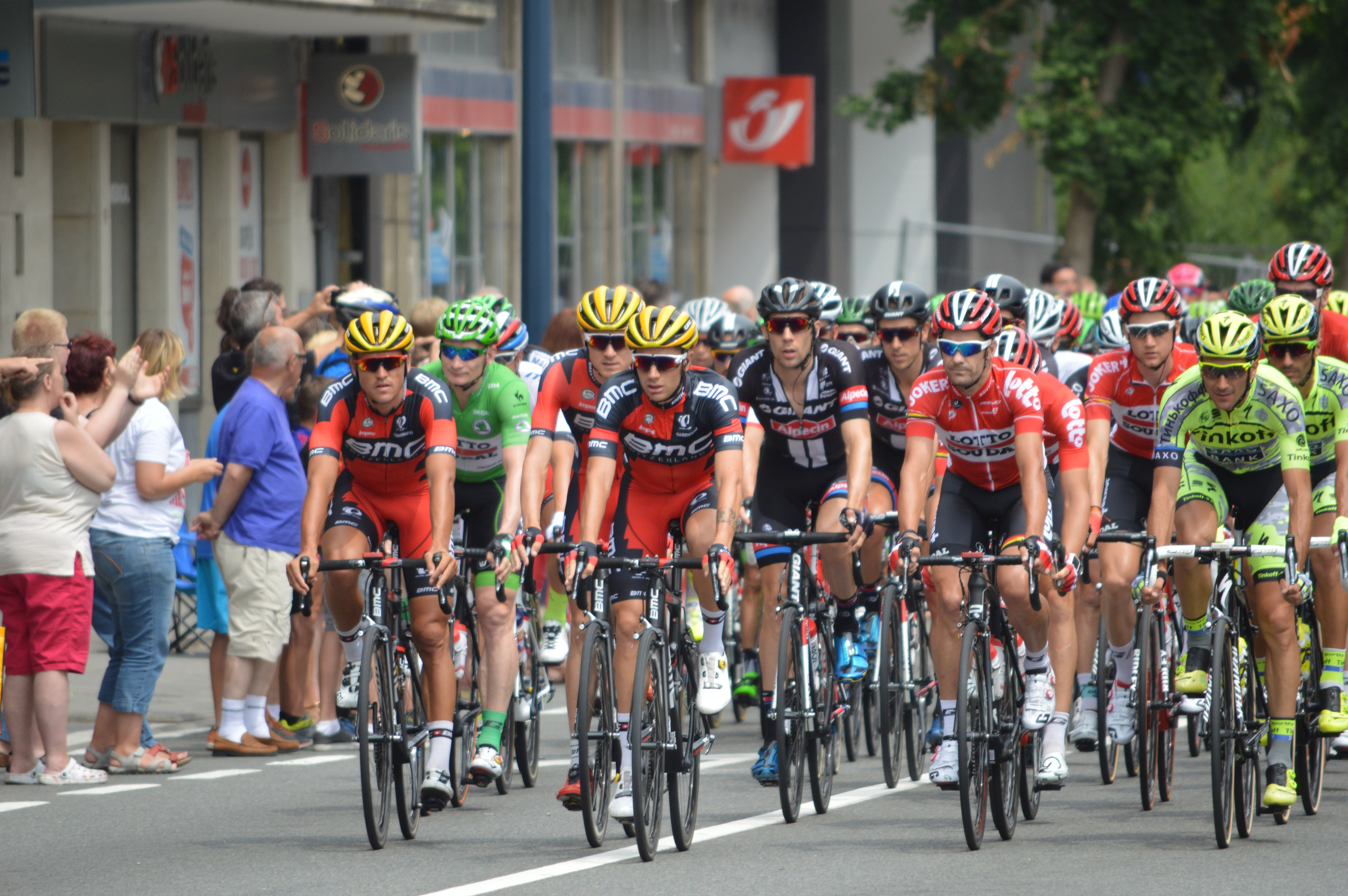
Passage du peloton à Jambes, peu avant l'ascension de la côte de la citadelle de Namur

Trois coureurs tombés la veille renoncent à prendre le départ de la 4e étape : Fabian Cancellara, Daryl Impey et Andreas Schillinger.
Quatre coureurs, Frédéric Brun (Bretagne-Séché Environnement), Thomas De Gendt (Lotto-Soudal), Perrig Quéméneur (Team Europcar) et Lieuwe Westra (Astana), s'échappent dès le départ. Ils comptent plus du huit minutes d'avance, mais celle-ci est réduite à moins d'une minute à la sortie du deuxième secteur pavé. Ils sont rattrapés à environ quarante kilomètres de l'arrivée.
Au sein du peloton, Vincenzo Nibali et ses équipiers accélèrent dans les troisième et cinquième secteurs pavés (Quérénaing à Verchain-Maugré et Saint-Python). Il ne parvient pas à piéger d'adversaire pour le classement général, mais le peloton se réduit à une cinquantaine de coureurs. Dans le dernier secteur pavé, Nibali attaque. Il est suivi par Greg Van Avermaet, Tejay Van Garderen (BMC Racing), John Degenkolb (Giant-Alpecin), Zdeněk Štybar (Etixx-Quick Step), Alejandro Valverde (Movistar), Gerain Thomas et Chris Froome (Sky). Ce dernier attaque à son tour. L'équipe Tinkoff-Saxo d'Alberto Contador ramène cependant trente-cinq coureurs sur ce groupe de tête, à 7,5 kilomètres de l'arrivée.
Bien que victime d'une crevaison dans le dernier secteur pavé, Tony Martin parvient à revenir dans le groupe de tête et à attaquer à trois kilomètres de l'arrivée. Il résiste à ses poursuivants et s'impose avec trois secondes d'avance sur John Degenkolb et Peter Sagan, qui règlent le peloton au sprint. Tony Martin, deuxième du classement général au départ de l'étape, s'empare du maillot jaune.

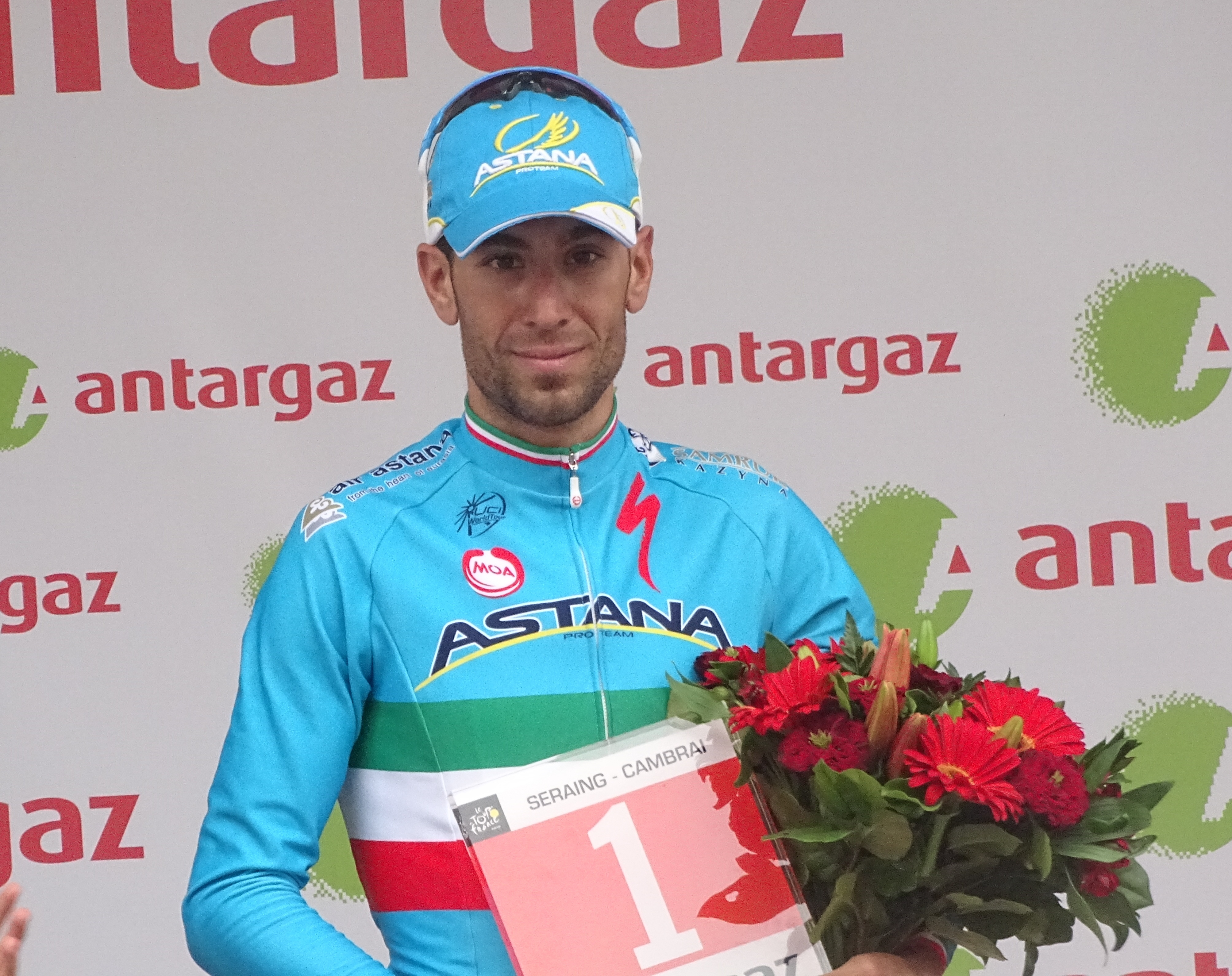
Vincenzo Nibali reçoit le prix de la combativité.

La tête du classement général subit peu de changement à l'issue de cette étape. Parmi les prétendants au classement général, Thibaut Pinot (FDJ) subit une crevaison puis un problème de dérailleur dans l'avant-dernier secteur pavé. Il arrive à Cambrai avec trois minutes et demie de retard et semble devoir abandonner l'espoir de monter sur le podium du Tour,.

## Résultats

### Classement de l'étape

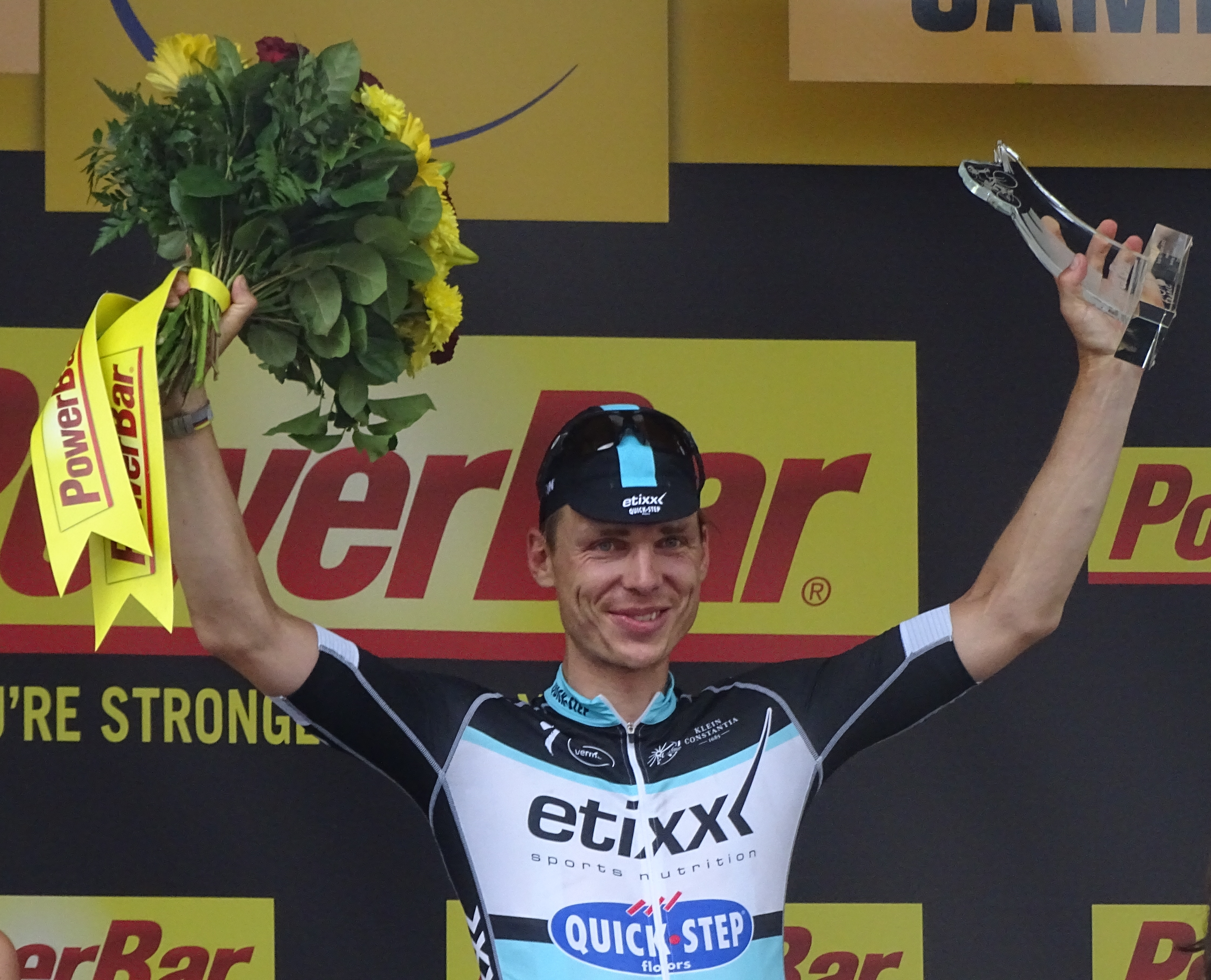
Tony Martin, vainqueur de l'étape.

| Classement de la 4e étape | Classement de la 4e étape | Classement de la 4e étape | Classement de la 4e étape | Classement de la 4e étape |
|                           | Coureur                   | Pays                      | Équipe                    | Temps                     |
| ------------------------- | ------------------------- | ------------------------- | ------------------------- | ------------------------- |
| 1er                       | Tony Martin               | Allemagne                 | Etixx-Quick Step          | en 5 h 28 min 58 s        |
| 2e                        | John Degenkolb            | Allemagne                 | Giant-Alpecin             | + 3 s                     |
| 3e                        | Peter Sagan               | Slovaquie                 | Tinkoff-Saxo              | m.t.                      |
| 4e                        | Greg Van Avermaet         | Belgique                  | BMC Racing                | m.t.                      |
| 5e                        | Edvald Boasson Hagen      | Norvège                   | MTN-Qhubeka               | m.t.                      |
| 6e                        | Nacer Bouhanni            | France                    | Cofidis                   | m.t.                      |
| 7e                        | Jacopo Guarnieri          | Italie                    | Katusha                   | m.t.                      |
| 8e                        | Tony Gallopin             | France                    | Lotto-Soudal              | m.t.                      |
| 9e                        | Zdeněk Štybar             | Tchéquie                  | Etixx-Quick Step          | m.t.                      |
| 10e                       | Bryan Coquard             | France                    | Europcar                  | m.t.                      |
| modifier                  |                           |                           |                           |                           |

### Points attribués
| Sprint intermédiaire Havay - Quévy (km 137) | Sprint intermédiaire Havay - Quévy (km 137) | Sprint intermédiaire Havay - Quévy (km 137) | Sprint intermédiaire Havay - Quévy (km 137) | Sprint intermédiaire Havay - Quévy (km 137) |
| ------------------------------------------- | ------------------------------------------- | ------------------------------------------- | ------------------------------------------- | ------------------------------------------- |
|                                             | Coureur                                     | Pays                                        | Équipe                                      | Point(s)                                    |
| 1er                                         | Thomas De Gendt                             | Belgique                                    | Lotto-Soudal                                | 20                                          |
| 2e                                          | Frédéric Brun                               | France                                      | Bretagne-Séché Environnement                | 17                                          |
| 3e                                          | Lieuwe Westra                               | Pays-Bas                                    | Astana                                      | 15                                          |
| 4e                                          | Perrig Quéméneur                            | France                                      | Europcar                                    | 13                                          |
| 5e                                          | Mark Cavendish                              | Royaume-Uni                                 | Etixx-Quick Step                            | 11                                          |
| 6e                                          | Bryan Coquard                               | France                                      | Europcar                                    | 10                                          |
| 7e                                          | André Greipel                               | Allemagne                                   | Lotto-Soudal                                | 9                                           |
| 8e                                          | Peter Sagan                                 | Slovaquie                                   | Tinkoff-Saxo                                | 8                                           |
| 9e                                          | John Degenkolb                              | Allemagne                                   | Giant-Alpecin                               | 7                                           |
| 10e                                         | Jens Debusschere                            | Belgique                                    | Lotto-Soudal                                | 6                                           |
| 11e                                         | Angélo Tulik                                | France                                      | Europcar                                    | 5                                           |
| 12e                                         | Marcel Sieberg                              | Allemagne                                   | Lotto-Soudal                                | 4                                           |
| 13e                                         | Mark Renshaw                                | Australie                                   | Etixx-Quick Step                            | 3                                           |
| 14e                                         | Roy Curvers                                 | Pays-Bas                                    | Giant-Alpecin                               | 2                                           |
| 15e                                         | José Herrada                                | Espagne                                     | Movistar                                    | 1                                           |
| modifier                                    |                                             |                                             |                                             |                                             |

| Arrivée d'étape Cambrai (km 223,5) | Arrivée d'étape Cambrai (km 223,5) | Arrivée d'étape Cambrai (km 223,5) | Arrivée d'étape Cambrai (km 223,5) | Arrivée d'étape Cambrai (km 223,5) |
| ---------------------------------- | ---------------------------------- | ---------------------------------- | ---------------------------------- | ---------------------------------- |
|                                    | Coureur                            | Pays                               | Équipe                             | Point(s)                           |
| 1er                                | Tony Martin                        | Allemagne                          | Etixx-Quick Step                   | 30                                 |
| 2e                                 | John Degenkolb                     | Allemagne                          | Giant-Alpecin                      | 25                                 |
| 3e                                 | Peter Sagan                        | Slovaquie                          | Tinkoff-Saxo                       | 22                                 |
| 4e                                 | Greg Van Avermaet                  | Belgique                           | BMC Racing                         | 19                                 |
| 5e                                 | Edvald Boasson Hagen               | Norvège                            | MTN-Qhubeka                        | 17                                 |
| 6e                                 | Nacer Bouhanni                     | France                             | Cofidis                            | 15                                 |
| 7e                                 | Jacopo Guarnieri                   | Italie                             | Katusha                            | 13                                 |
| 8e                                 | Tony Gallopin                      | France                             | Lotto-Soudal                       | 11                                 |
| 9e                                 | Zdeněk Štybar                      | Tchéquie                           | Etixx-Quick Step                   | 9                                  |
| 10e                                | Bryan Coquard                      | France                             | Europcar                           | 7                                  |
| 11e                                | Alejandro Valverde                 | Espagne                            | Movistar                           | 6                                  |
| 12e                                | Mark Cavendish                     | Royaume-Uni                        | Etixx-Quick Step                   | 5                                  |
| 13e                                | Rigoberto Urán                     | Colombie                           | Etixx-Quick Step                   | 4                                  |
| 14e                                | Robert Gesink                      | Pays-Bas                           | Lotto NL-Jumbo                     | 3                                  |
| 15e                                | Vincenzo Nibali                    | Italie                             | Astana                             | 2                                  |
| modifier                           |                                    |                                    |                                    |                                    |

| - Bonifications à l'arrivée \| \| Coureur \| Pays \| Équipe \| Bonifications \| \| - \| -------------- \| --------- \| ---------------- \| ------------- \| \| 1 \| Tony Martin \| Allemagne \| Etixx-Quick Step \| 10 s \| \| 2 \| John Degenkolb \| Allemagne \| Giant-Alpecin \| 6 s \| \| 3 \| Peter Sagan \| Slovaquie \| Tinkoff-Saxo \| 4 s \| |                |           |                  |               |
| | Coureur        | Pays      | Équipe           | Bonifications |
| 1 | Tony Martin    | Allemagne | Etixx-Quick Step | 10 s          |
| 2 | John Degenkolb | Allemagne | Giant-Alpecin    | 6 s           |
| 3 | Peter Sagan    | Slovaquie | Tinkoff-Saxo     | 4 s           |

### Cols et côtes
| \| Côte de la Citadelle de Namur (km 53) 4e catégorie \| Côte de la Citadelle de Namur (km 53) 4e catégorie \| Côte de la Citadelle de Namur (km 53) 4e catégorie \| Côte de la Citadelle de Namur (km 53) 4e catégorie \| Côte de la Citadelle de Namur (km 53) 4e catégorie \| \| -------------------------------------------------- \| -------------------------------------------------- \| -------------------------------------------------- \| -------------------------------------------------- \| -------------------------------------------------- \| \| \| Coureur \| Pays \| Équipe \| Point(s) \| \| 1er \| Thomas De Gendt \| Belgique \| Lotto-Soudal \| 1 \| \| modifier \| \| \| \| \| |                 |          |              |          |
| Côte de la Citadelle de Namur (km 53) 4e catégorie |                 |          |              |          |
| | Coureur         | Pays     | Équipe       | Point(s) |
| 1er | Thomas De Gendt | Belgique | Lotto-Soudal | 1        |
| modifier |                 |          |              |          |

## Classements à l'issue de l'étape

### Classement général

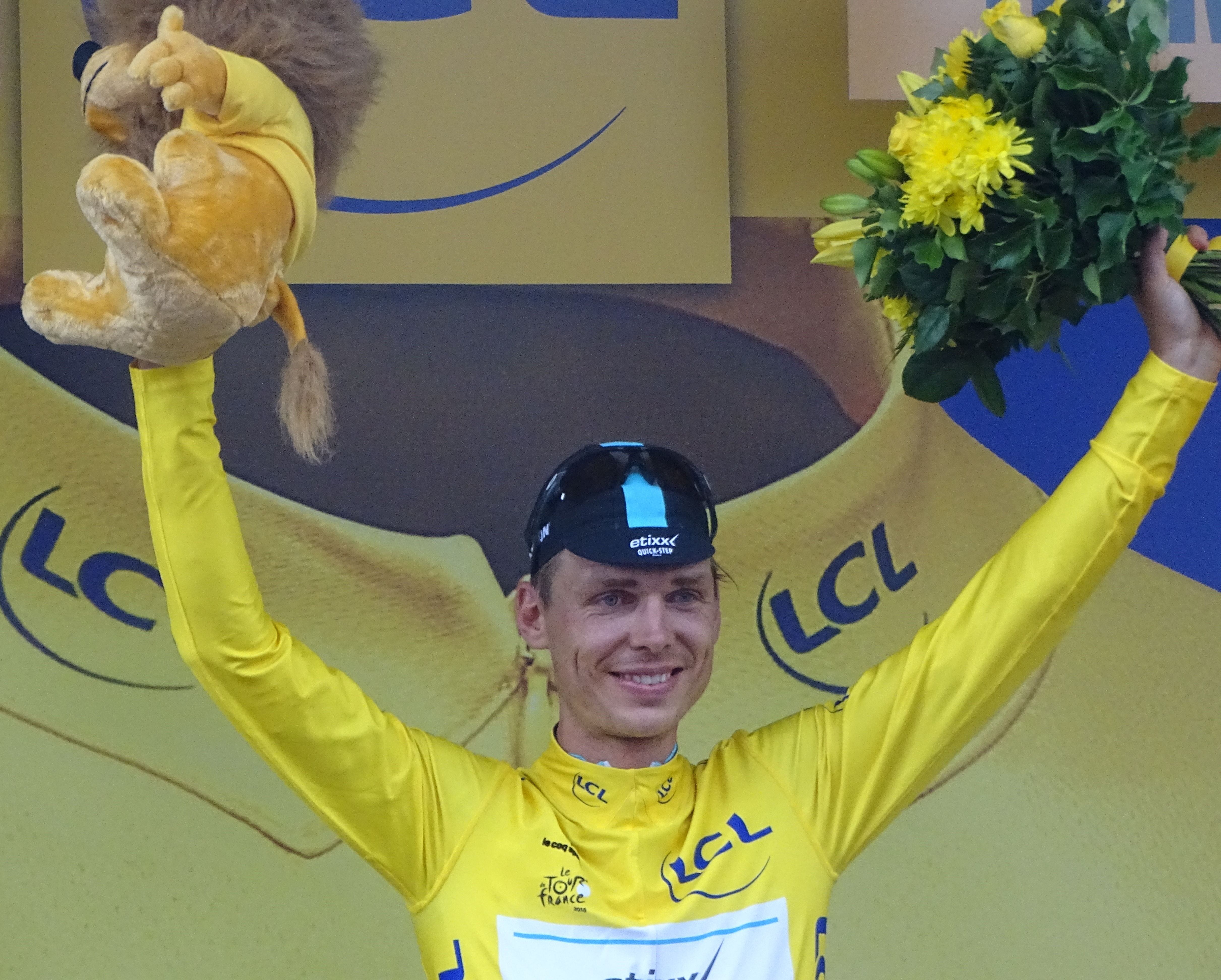
Tony Martin prend la tête du classement général.

| Classement général | Classement général | Classement général | Classement général | Classement général  |
|                    | Coureur            | Pays               | Équipe             | Temps               |
| ------------------ | ------------------ | ------------------ | ------------------ | ------------------- |
| 1er                | Tony Martin        | Allemagne          | Etixx-Quick Step   | en 12 h 40 min 26 s |
| 2e                 | Christopher Froome | Royaume-Uni        | Sky                | + 12 s              |
| 3e                 | Tejay van Garderen | États-Unis         | BMC Racing         | + 25 s              |
| 4e                 | Tony Gallopin      | France             | Lotto-Soudal       | + 38 s              |
| 5e                 | Peter Sagan        | Slovaquie          | Tinkoff-Saxo       | + 39 s              |
| 6e                 | Greg Van Avermaet  | Belgique           | BMC Racing         | + 40 s              |
| 7e                 | Rigoberto Urán     | Colombie           | Etixx-Quick Step   | + 46 s              |
| 8e                 | Alberto Contador   | Espagne            | Tinkoff-Saxo       | + 48 s              |
| 9e                 | Geraint Thomas     | Royaume-Uni        | Sky                | + 1 min 15 s        |
| 10e                | Zdeněk Štybar      | République tchèque | Etixx-Quick Step   | + 1 min 16 s        |
| modifier           |                    |                    |                    |                     |

### Classement par points

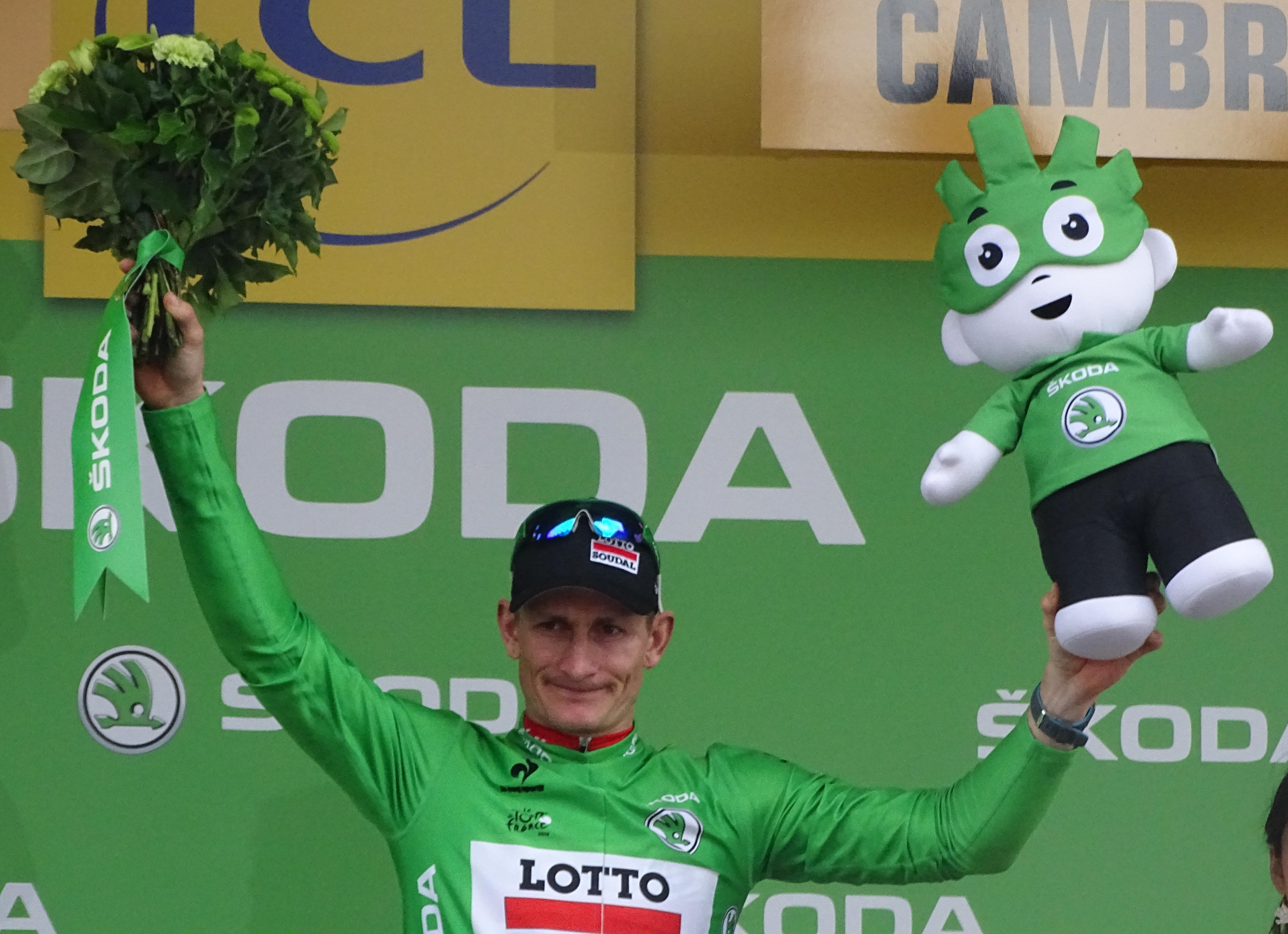
André Greipel est leader du classement par points.

| Classement par points | Classement par points | Classement par points | Classement par points | Classement par points |
| --------------------- | --------------------- | --------------------- | --------------------- | --------------------- |
|                       | Coureur               | Pays                  | Équipe                | Point(s)              |
| 1er                   | André Greipel         | Allemagne             | Lotto-Soudal          | 84 points             |
| 2e                    | Peter Sagan           | Slovaquie             | Tinkoff-Saxo          | 78 pts                |
| 3e                    | John Degenkolb        | Allemagne             | Giant-Alpecin         | 60 pts                |
| 4e                    | Tony Martin           | Allemagne             | Etixx-Quick Step      | 55 pts                |
| 5e                    | Mark Cavendish        | Royaume-Uni           | Etixx-Quick Step      | 53 pts                |
| 6e                    | Christopher Froome    | Royaume-Uni           | Sky                   | 40 pts                |
| 7e                    | Nacer Bouhanni        | France                | Cofidis               | 37 pts                |
| 8e                    | Bryan Coquard         | France                | Europcar              | 36 pts                |
| 9e                    | Greg Van Avermaet     | Belgique              | BMC Racing            | 35 pts                |
| 10e                   | Joaquim Rodríguez     | Espagne               | Katusha               | 30 pts                |
| modifier              |                       |                       |                       |                       |

### Classement du meilleur grimpeur

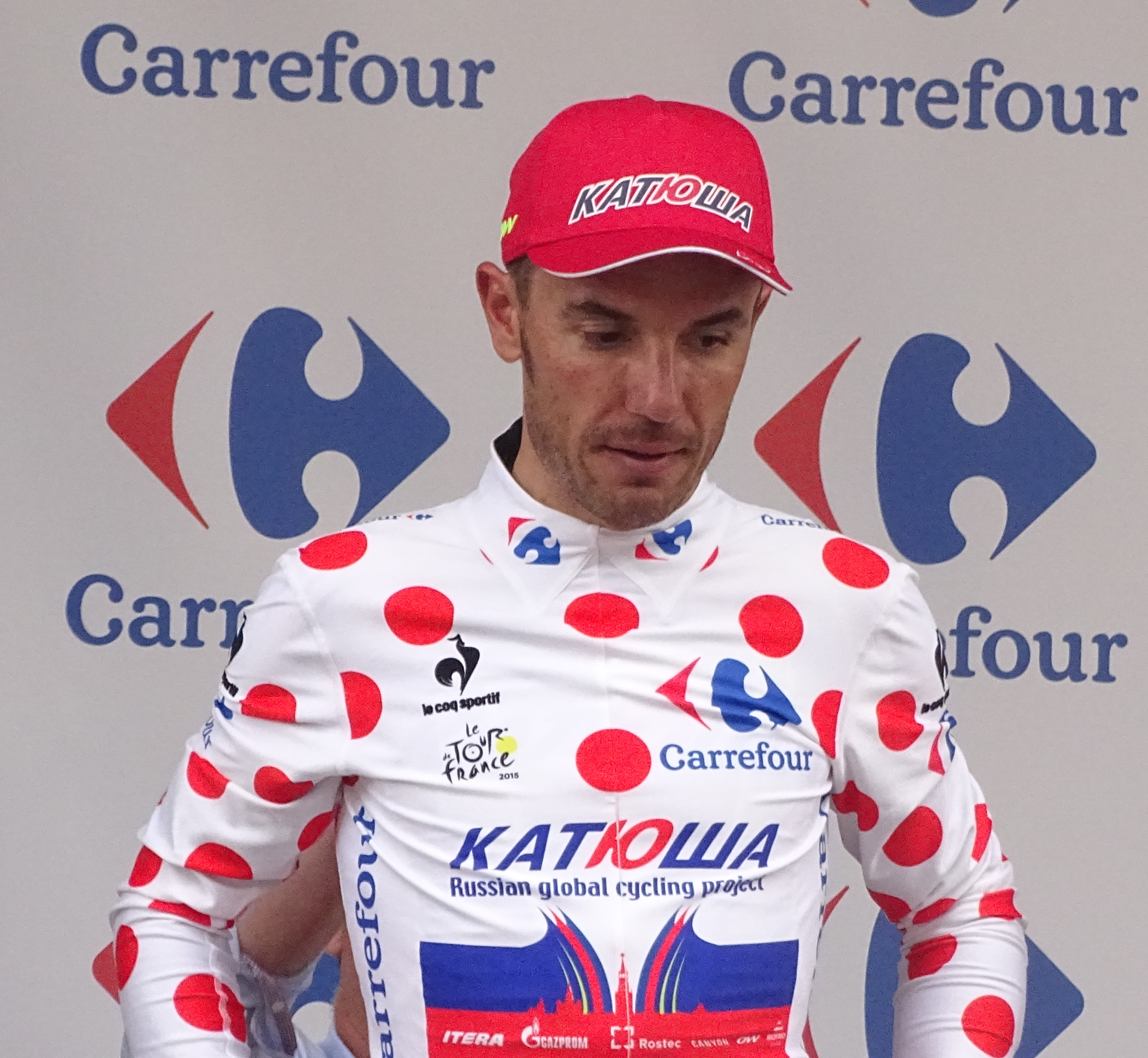
Joaquim Rodríguez est leader du classement du meilleur grimpeur.

| Classement du meilleur grimpeur | Classement du meilleur grimpeur | Classement du meilleur grimpeur | Classement du meilleur grimpeur | Classement du meilleur grimpeur |
| ------------------------------- | ------------------------------- | ------------------------------- | ------------------------------- | ------------------------------- |
|                                 | Coureur                         | Pays                            | Équipe                          | Point(s)                        |
| 1er                             | Joaquim Rodríguez               | Espagne                         | Katusha                         | 2 points                        |
| 2e                              | Michael Schär                   | Suisse                          | BMC Racing                      | 1 pt                            |
| 3e                              | Rafał Majka                     | Pologne                         | Tinkoff-Saxo                    | 1 pt                            |
| 4e                              | Thomas De Gendt                 | Belgique                        | Lotto-Soudal                    | 1 pt                            |
| 5e                              | Christopher Froome              | Royaume-Uni                     | Sky                             | 1 pt                            |
| modifier                        |                                 |                                 |                                 |                                 |

### Classement du meilleur jeune

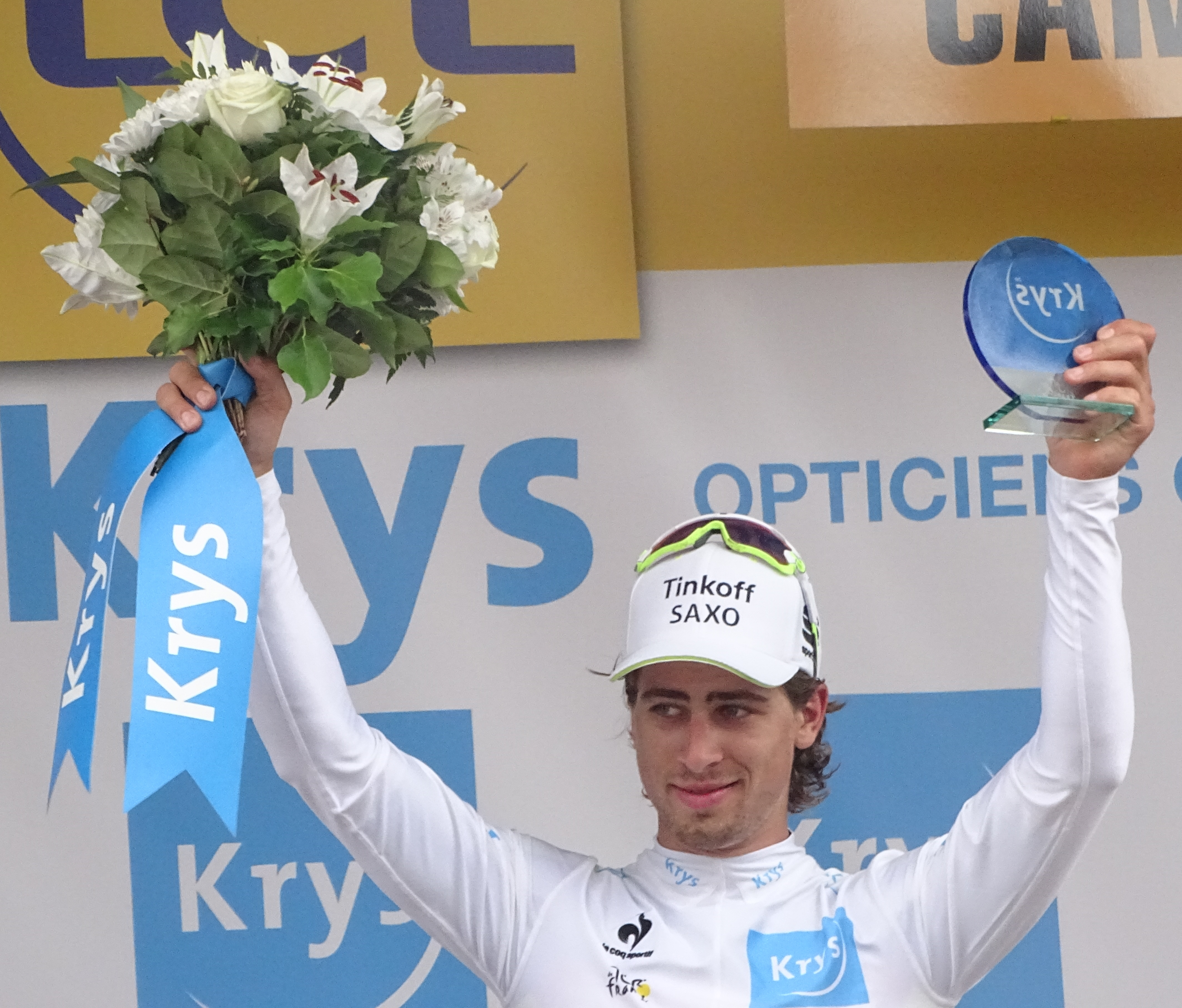
Peter Sagan est leader du classement du meilleur jeune.

| Classement général du meilleur jeune | Classement général du meilleur jeune | Classement général du meilleur jeune | Classement général du meilleur jeune | Classement général du meilleur jeune |
|                                      | Coureur                              | Pays                                 | Équipe                               | Temps                                |
| ------------------------------------ | ------------------------------------ | ------------------------------------ | ------------------------------------ | ------------------------------------ |
| 1er                                  | Peter Sagan                          | Slovaquie                            | Tinkoff-Saxo                         | en 12 h 41 min 5 s                   |
| 2e                                   | Warren Barguil                       | France                               | Giant-Alpecin                        | + 40 s                               |
| 3e                                   | Nairo Quintana                       | Colombie                             | Movistar                             | + 1 min 29 s                         |
| 4e                                   | Romain Bardet                        | France                               | AG2R La Mondiale                     | + 2 min 27 s                         |
| 5e                                   | Thibaut Pinot                        | France                               | FDJ                                  | + 5 min 51 s                         |
| modifier                             |                                      |                                      |                                      |                                      |

### Classement par équipes
| Classement par équipes | Classement par équipes | Classement par équipes | Classement par équipes |
|                        | Équipe                 | Pays                   | Temps                  |
| ---------------------- | ---------------------- | ---------------------- | ---------------------- |
| 1re                    | BMC Racing             | États-Unis             | en 38 h 2 min 55 s     |
| 2e                     | Etixx-Quick Step       | Belgique               | + 24 s                 |
| 3e                     | Tinkoff-Saxo           | Russie                 | + 1 min 44 s           |
| 4e                     | Sky                    | Royaume-Uni            | + 2 min 31 s           |
| 5e                     | Giant-Alpecin          | Allemagne              | + 5 min 43 s           |
| modifier               |                        |                        |                        |

## Abandons
- Fabian Cancellara (Trek Factory Racing) : non-partant[4]
- Daryl Impey (Orica-GreenEDGE) : non-partant[4]
- Andreas Schillinger (Bora-Argon 18) : non-partant[5]